# Earl Mountbatten
Louis Francis Albert Victor Nicholas Mountbatten, 1st Earl Mountbatten of Burma (født 25. juni 1900 på Windsor Castle, død 27. august 1979 ud for Sligo) var en engelsk admiral og folkehelt.

## Familie og privatliv
Han blev født på Windsor Castle 25. juni 1900 som søn af dronning Victorias barnebarn Viktoria af Hessen og ved Rhinen og Louis af Battenberg. Han blev gift med Edwina Ashley 18. juli 1922 med hvem han fik to døtre. Han var morbror til Prins Philip.
Han rådgav desuden Prins Charles i kærlighedsspørgsmål.

## Militærkarriere
Han kom ind i Royal Navy i 1916, hvor han deltog i 1. verdenskrig. Under 2. verdenskrig var han først kommandør, blev senere admiral og til sidst øverstkommanderende i Sydøstasien, hvor han var med til at generobre Britisk Burma fra japanerne. I september 1945 tog han imod japanernes overgivelse i Singapore. Han blev adlet i 1946 og blev den sidste vicekonge af Indien året efter.

## Mordet
Mountbatten blev myrdet i en alder af 79 år ved et IRA-attentat, mens han var på fisketur ud for den irske kyst for at fange hummere og tun.
Han var på fisketur med sin familie, da attentatet fandt sted. Med på båden var datteren Patricia, svigersønnen John Knatchbull, børnebørnene Nicholas og Timothy samt datterens svigermor Doreen Knatchbull. Desuden var en lokal dreng med på fisketuren.
Udover Mountbatten døde også 14-årige Nicholas Knatchbull, Doreen Knatchbull og den lokale dreng Paul Maxwell ved attentatet. Mountbatten, Nicholas og Paul var døde, inden de blev reddet i land, mens Doreen døde af sine skader den følgende dag.
Sprængladningen var blevet anbragt natten forinden og bestod af en radiostyret bombe, der vejede 23 kg.
Mountbatten blev begravet 5. september i Westminster Abbey.